# 黔西报春
黔西报春（学名：Primula cavaleriei）为报春花科报春花属下的一个种。

## 扩展阅读
- 維基物種上的相關：黔西报春